# Dämmerwald (Schermbeck)
Dämmerwald ist ein Ortsteil der Gemeinde Schermbeck in Nordrhein-Westfalen.

## Geographische Lage

Lage von Dämmerwald in Schermbeck

Die Einzelhofsiedlung Dämmerwald liegt 12 km nordwestlich vom Kernort Schermbeck an der Kreisstraße K 13 nördlich des Waldgebietes Dämmerwald, von dem der Ortsname abgeleitet wurde. Begrenzt wird der Ortsteil im Westen von Marienthal und Weselerwald, im Norden von Raesfeld, im Osten von Erle und im Süden von Damm. Das gesamte Ortsgebiet ist Teil des Naturparks Hohe Mark.

## Geschichte
Dämmerwald wurde 1163 als „Demmerwalt“ erstmals urkundlich erwähnt. Bis Ende 1974 war Dämmerwald eine selbständige Gemeinde im Amt Schermbeck, Kreis Rees. Am 1. Januar 1975 kommt es im Rahmen der Neugliederung in Nordrhein-Westfalen mit § 4 Niederrhein-Gesetz zum Zusammenschluss der Gemeinden Schermbeck, Altschermbeck, Bricht, Damm, Dämmerwald, Gahlen, Teile von Overbeck und Weselerwald zur Gemeinde Schermbeck.

### Bevölkerungsentwicklung
- 1910: 183[3]
- 1931: 203[4]
- 1961: 194[2]
- 1970: 198[2]
- 1974: 200[5]
- 2005: 231

## Bildung und Sport
In Dämmerwald gibt es keine Schule. Der Ortsteil ist Mitglied des Schulverbandes Brünen-Weselerwald-Dämmerwald. Die Schulen befinden sich in Brünen. Im Ortsgebiet gibt es eine Schützengemeinschaft, welche ihr Schützenfest jährlich jedes 3. Wochenende nach Pfingsten feiert.